# Antoine Lavoisier
Antoine Laurent Lavoisier (París, 26 d'agost de 1743 - 8 de maig de 1794), conegut com a Antoine Lavoisier després de la Revolució Francesa, va ser un químic francès. És considerat el creador de la química moderna pels seus estudis: llei de conservació de la massa, explicació de la combustió, la respiració, i l'oxidació com a reaccions amb l'oxigen, demostració de la naturalesa no elemental de l'aigua, composició de l'aire, refús de la teoria del flogist, nomenclatura química, definicions d'element químic i d'àcid, i la terra rodona

## Biografia
El seu pare era advocat a Villers-Cotterêts i succeí el 1741 un dels seus oncles en el càrrec de procurador del parlament francès (tribunal de justícia d'última instància, no és un òrgan legislatiu), per la qual cosa es traslladà a París, on es casà. La seva mare, Emilie Punctis, provenia d'una família de juristes i va morir quan només tenia cinc anys. Des de molt jove, ja va demostrar ser un bon estudiant al Col·legi de les Quatre Nacions, on va estudiar durant nou anys. Després, va fer la carrera d'advocat a la Universitat de París i va aconseguir el grau de llicenciat l'any 1764. Però, com que li agradava la ciència, va seguir cursos lliures de botànica amb Bernard de Jussieu, de física amb l'abat Nollet, de química amb Laplanche i Guillaume François Rouelle, i de mineralogia amb Jean Étienne Guettard.
L'any 1764, amb vint-i-un anys, presentà un projecte per enllumenar París que va rebre un premi al millor estudi. El 1765, Lavoisier redactà dos informes sobre el guix, mineral emprat a París per a blanquejar les cases i observà que l'única diferència entre el guix cristal·litzat i el guix en pols era l'aigua d'hidratació i que es podien transformar l'un en l'altre simplement guanyant o perdent aigua. El 1767, viatjà amb Guettard als Vosges per dibuixar un mapa geològic i mineralògic de la zona, una feina de cinc mesos.

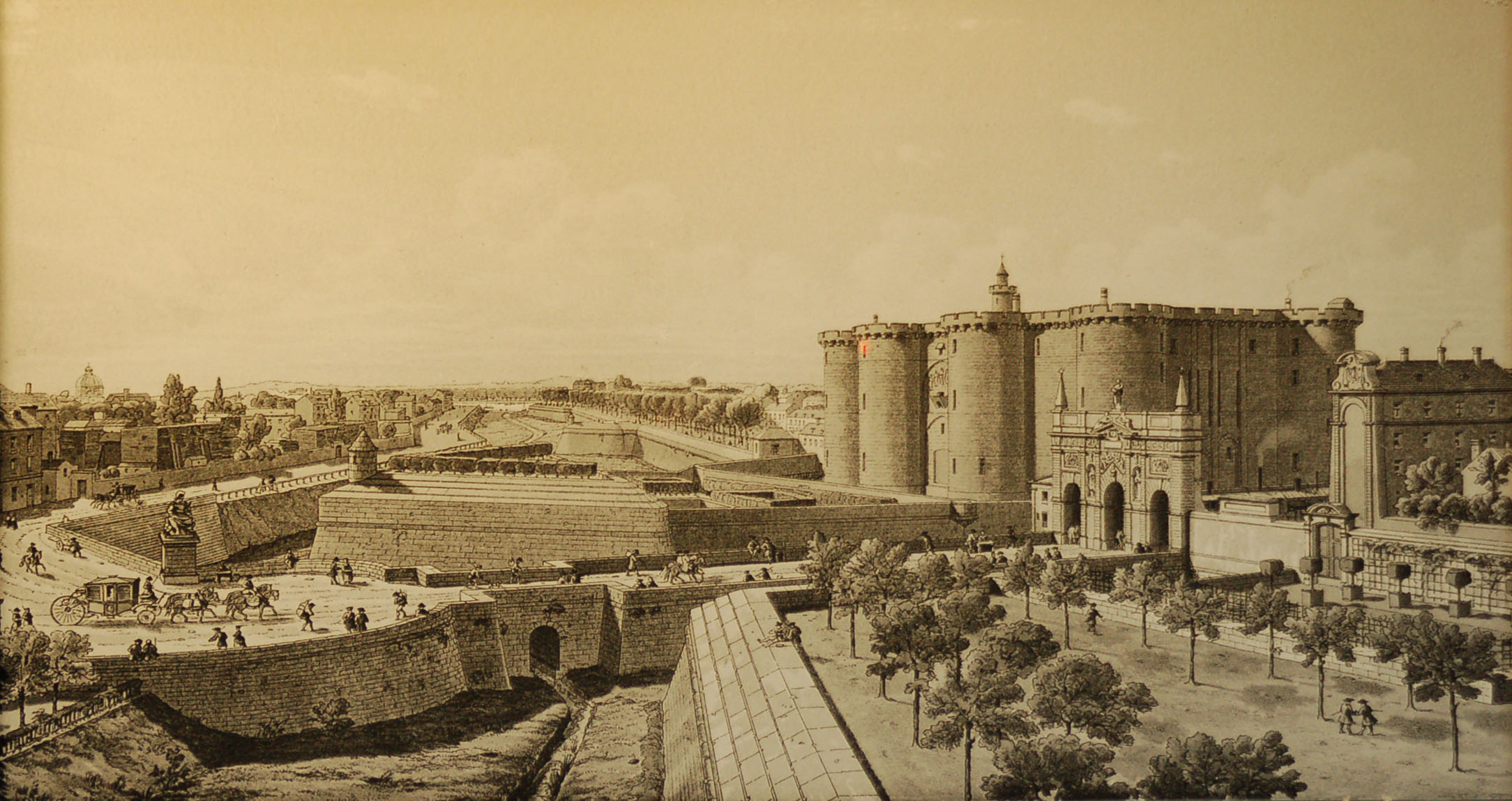
Zona de la Bastilla en el, on hi havia l'arsenal, i on Lavoisier tenia el seu laboratori

El 1768, gràcies a una herència familiar, comprà una acció de la Ferme générale, una empresa privada contractada pel govern francès per recaptar els impostos indirectes (sal, tabac, begudes...) i per fer respectar els monopolis estatals quant al contraban. L'any 1771, amb vint-i-vuit anys, es va casar amb la filla d'un important recaptador d'impostos, membre influent de la Ferme générale, Marie-Anne Pierrette Paulze (1758-1836), de catorze anys. Marie Anne aprengué llatí i anglès, i traduí obres de l'anglès al francès d'importants científics, com ara Joseph Priestley, Henry Cavendish i Richard Kirwan. Marie Anne també estudià dibuix amb el pintor Jacques Louis David, la qual cosa li permeté il·lustrar les obres de Lavoisier.
Lavoisier aconseguí entrar el 1772 a l'Acadèmia Francesa de les Ciències. Fou una institució que influí decisivament en la seva vida: li inspirà temes, li atorgà autoritat i li oferí una tribuna per exposar les seves investigacions. L'any 1775 fou nomenat director de pólvores i salnitres. Una de les seves tasques fou solucionar el problema de la manca de pólvora. S'instal·là a l'arsenal i hi muntà el seu laboratori. Era el més ben equipat del seu temps, ja que Lavoisier hi gastava importants quantitats de doblers que aconseguia de les seves rendes de la Ferme générale.
El 1789 publicà la seva obra més important, Tractat Elemental de Química, en què es descriviren 33 elements químics, el mateix any que esclatà la Revolució Francesa. Fins a l'any 1792, els antimonàrquics radicals (els jacobins) van prendre el control, van proclamar la República a França i van perseguir els "grangers d'hisenda". Lavoisier fou retirat del seu laboratori i, més tard, arrestat. Quan adduí que era un científic i no un recaptador d'impostos (cosa no del tot certa), l'oficial que el va arrestar contestà amb la frase: "La República no necessita savis". El judici fou una farsa, en què Marat, que era un poderós cap revolucionari, acusà Lavoisier d'haver participat en complots absurds i demanà la seva mort. Marat fou assassinat el juliol de 1793, però el mal ja estava fet. Antoine Laurent Lavoisier fou guillotinat juntament amb el seu sogre i altres "grangers d'hisenda" a l'actual plaça de la Concorde, el 8 de maig de 1794, amb cinquanta-un anys. El seu cos fou enterrat en una fossa comuna.

## Obra

La llibertat guiant al poble, obra d'Eugène Delacroix

### La combustió i la teoria del flogist
Lavoisier va participar en moltes comissions creades per millorar la vida de la gent. El treball sobre la il·luminació dels carrers, el va introduir de ple en el problema de la combustió. En aquell temps, la combustió s'explicava amb la teoria del flogist de l'alemany Georg Ernst Stahl (1660-1734), que ja tenia un segle d'existència, però que havia produït gran confusió entre els químics i no permetia avançar dins la química. La teoria del flogist suposava que els materials que es podien cremar (fusta, paper, carbó, sofre, fòsfor…) i els metalls que es podien calcinar posseïen flogist, una substància invisible amb pes negatiu que es perdia durant la combustió o la calcinació (les substàncies cremades ja no es podien tornar a cremar perquè no tenien flogist). Actualment ho escriuríem així:
Fusta → cendra + flogist
Lavoisier, l'any 1772, va començar a estudiar la combustió escalfant substàncies dins l'aire. Una vegada, va comprar un diamant que va col·locar dins un recipient tancat i va enfocar-li els raigs del Sol que concentrava una lupa, i el diamant es cremà. No obstant això, el recipient es va omplir de diòxid de carboni (CO₂), fet que provà que el diamant estava compost per carboni igual que el grafit i el carbó. Lavoisier també va notar especialment que el diamant no es podia cremar amb absència d'aire. Va continuar cremant fòsfor, i sofre, i comprovà que els productes obtinguts, P₂O₅ i SO₂, pesaven més que els reactius gràcies a la utilització de la balança amb la qual pesava totes les substàncies que emprava i els recipients. Així, pensà que s'havia addicionat alguna substància a partir de l'aire (no creia que el flogist tingués un pes negatiu). La nova teoria seria:
Fusta + aire → cendra
També estudià la calcinació dels metalls i escalfà estany, Sn, i plom, Pb, dins un recipient tancat amb aire. A la superfície d'ambdós metalls va aparèixer una capa d'òxid, SnO i PbO respectivament, que se sabia que pesava més que el metall del qual provenia. Lavoisier, emprant la balança, va veure que el metall, el seu òxid, l'aire i tot el conjunt no havien variat de pes en encalentir-los. Això volia dir que, si l'òxid havia guanyat pes per un costat, el mateix pes s'hauria d'haver perdut per un altre lloc, possiblement l'aire. Si realment era l'aire, hauria d'aparèixer un buit parcial al recipient. Estant segur d'això, Lavoisier obrí el recipient i l'aire va entrar i va fer guanyar pes al conjunt. Per tant, imaginà la reacció següent:
Sn + aire → SnO
Lavoisier pogué demostrar que l'òxid era la combinació d'un metall amb l'aire i, per tant, que la calcinació i la combustió no ocasionen una pèrdua del flogist sinó un guany d'almenys una porció d'aire. Quan aquesta teoria de la combustió s'obrí pas entre els químics, es va enderrocar l'antiga teoria del flogist i es va establir la química sobre els fonaments que avui utilitzam.

### Composició de l'aire
Durant el segle xviii, diversos científics (Priestley, Scheele, Cavendish, Black…) descobriren i definiren les propietats de diferents gasos (anomenats aires). Lavoisier va ser el primer que va exposar clarament que l'aire atmosfèric estava compost per dos gasos, un dels quals produïa la combustió, la calcinació i la respiració, que anomenà oxigen, que significa 'generador d'àcids', O₂, i que identificà com a element químic; i l'altre no, l'azot (no apte per a la vida animal), que després s'anomenà nitrogen, N₂. A l'O₂ l'anomenà oxigen perquè creia que generava els àcids. És cert que molts d'àcids tenen oxigen: HClO, H₂CO₃, HNO₃, H₂SO₄, H₃PO₄... però d'altres, com es demostrà després, no en tenen, per exemple HCl, H₂S...

### L'aigua no és un element

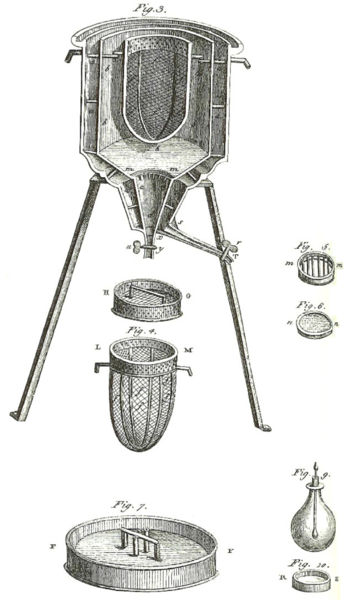
Calorímetre de gel de Lavoisier

L'any 1772, realitzà un experiment per estudiar un fet basat en la teoria dels quatre elements d'Aristòtil: la calor podia transmutar l'aigua en terra. L'experiment que dissenyà va consistir a posar una certa quantitat d'aigua dins d'un recipient hermèticament tancat que va escalfar durant cent un dies sense interrupció. A poc a poc, es va formar un residu sòlid que podia ser l'aigua que s'havia transmutat en terra. Però Lavoisier havia pesat l'aigua i el recipient abans de començar l'experiència i els va pesar novament quan l'acabà; així, observà que no hi havia hagut variació de la massa. Després pesà per separat l'aigua, el residu sòlid i el recipient i comprovà que l'aigua no havia perdut pes i sí que ho havia fet el recipient de vidre en una quantitat igual a la del residu sòlid. Quedà clar que la calor no produïa la transmutació de l'aigua, contràriament a les prediccions de les teories dels alquimistes.
El 1781, l'anglès Henry Cavendish obtengué aigua cremant un gas anomenat aire inflamable dins aire. Després realitzà altres experiències i, finalment, va concloure que l'aigua es podia obtenir fent reaccionar aire inflamable i un altre tipus de gas que anomenaven aire desflogisticat. Lavoisier va repetir l'experiment d'una manera més precisa emprant gasòmetres de nova construcció en lloc de cubes hidropneumàtiques i va demostrar que Cavendish tenia raó. Però va fer una passa més que Cavendish en identificar els dos «aires» com a elements químics: hidrogen, nom ideat per Lavoisier que significa 'que genera aigua' era «l'aire inflamable» i oxigen, nom també ideat per Lavoisier que significa 'que genera àcids', era «l'aire desflogisticat». Avui escrivim la reacció de formació de l'aigua així:
2 H₂ + O₂ → 2 H₂O
També va fer la reacció de descomposició de l'aigua fent passar vapor d'aigua per damunt de ferro molt calent i obtengué un òxid de ferro, que demostrava que l'aigua contenia oxigen i hidrogen:
4 H₂0 + 3 Fe → Fe₃O₄ + 4 H₂
Aquestes dues experiències demostraren clarament que l'aigua no era un element químic com es creia des de la teoria dels quatre elements d'Aristòtil, ja que es podia sintetitzar a partir de dos elements químics, hidrogen i oxigen, i que també es podia descompondre en aquests.

### La respiració

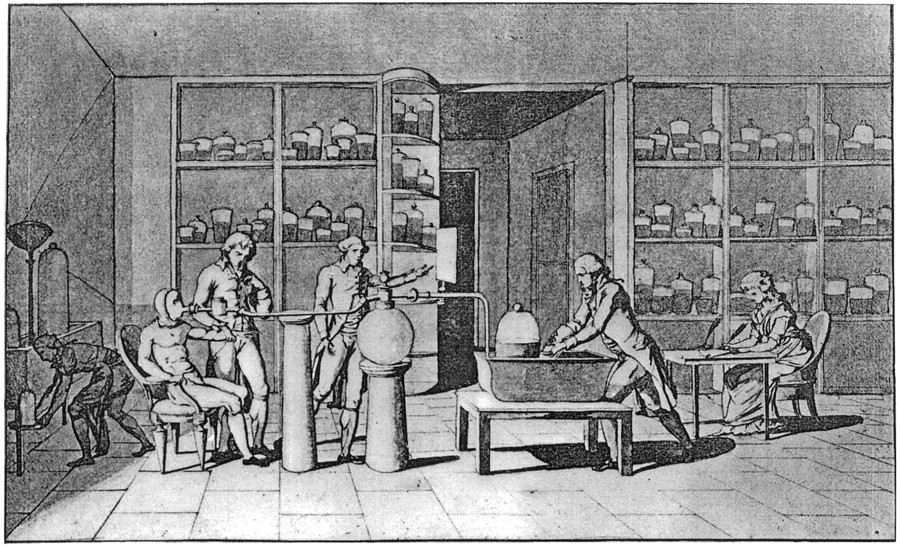
Experiment de Lavoisier sobre la respiració humana en el seu laboratori

Lavoisier estudià la respiració el 1777. Suposà que es consumia oxigen i es produïa diòxid de carboni, però no explicà quin era l'origen de la calor animal, ni si el procés era a causa d'una reacció química o simplement era un intercanvi de gasos dins dels pulmons.
Cap al final de la seva carrera, Lavoisier, amb l'ajut de Pierre Simon de Laplace, tractà de mesurar calors de combustió i deduí alguns detalls del que passava en els animals. Per a fer-ho, hagué d'inventar un calorímetre (aparell que mesura la calor) i amb aquest realitzà mesures quantitatives de la respiració d'un conillet d'Índies, d'on va sorgir l'expressió "fer de conillet d'Índies". Després d'aquestes experiències explicà que la respiració és un procés similar a la combustió del carbó, però que té lloc més lentament, dins dels pulmons. La calor es produeix en reaccionar l'oxigen de l'aire amb el carbó que subministra la sang a partir dels aliments.

### La llei de conservació de la massa
Lavoisier havia emprat la llei de conservació de la massa en totes les seves experiències gravimètriques durant molts d'anys sense preocupar-se d'explicitar-ho. Fou l'any 1785 en la “Memòria sobre la dissolució dels metalls pels àcids”, quan formulà per primera vegada la llei de conservació de la massa:
"Res no es crea en les operacions de l'art ni en les de la natura, i pot establir-se com a principi que en tota operació hi ha una quantitat igual de matèria abans i després de l'operació... Sobre aquest principi es fonamenta tot l'art de fer experiments en química."
Actualment s'escriu així:
massa reactius químics = massa productes de la reacció
Dins de les lleis clàssiques de la química, Antoine Lavoisier establí una la llei de la conservació de la massa, que formulà en el seu llibre Tractat Elemental de Química (1789) a causa del comportament dels reactius i dels productes en un procés químic. Observà que la suma de la massa dels reactius és igual a la suma de la massa dels productes (m1+m2=m3+m4).

### Nomenclatura i elTractat elemental de química
Una vegada establertes les bases de la nova química, Lavoisier va començar a treballar per crear una nova nomenclatura i, juntament amb Guyton de Morveau, Berthollet i Fourcroy, va publicar, l'any 1787, l'obra Méthode de Nomenclature Chimique, en què s'establien les normes que s'utilitzaven per a anomenar cada compost químic, basades en els elements químics que contenia. La idea fou identificar la composició química amb el nom assignat. El sistema era tan clar i lògic, que els químics l'adoptaren a l'instant, i encara constitueix la base de la nomenclatura actual (varen aparèixer així els coneguts sulfats, nitrats, clorits...) i s'eliminaren els noms antics: sucre de Saturn, flors de bismut, guix de París, sal admirable, blanc d'Espanya, pedra blava, salfumant…
L'any 1789, Antoine L. Lavoisier, publicà un llibre de text anomenat Tractat Elemental de Química,
en el qual reuní la seva nova doctrina sobre la combustió, la formació dels àcids, la nomenclatura química, les tècniques experimentals... i que representa el primer text modern de química. Els dibuixos foren realitzats per la seva dona Marie Anne. En aquest llibre Lavoisier va escriure, per primera vegada una equació química en parlar de la fermentació, i també hi escriu la seva llei de conservació de la massa:
| «                                                               | Tot l'art de fer experiències en química està fonamentat sobre aquest principi: s'ha de suposar en tots els experiments una vertadera igualtat o equació entre els principis (elements) del cos que s'examina i els que s'obtenen mitjançant l'anàlisi. Així, atès que el most del raïm genera el gas de l'àcid carbònic i alcohol, puc dir que: most del raïm = àcid carbònic + alcohol | » |
| — Antoine Laurent Lavoisier, Tractat elemental de Química, 1789 | |   |

### Obres

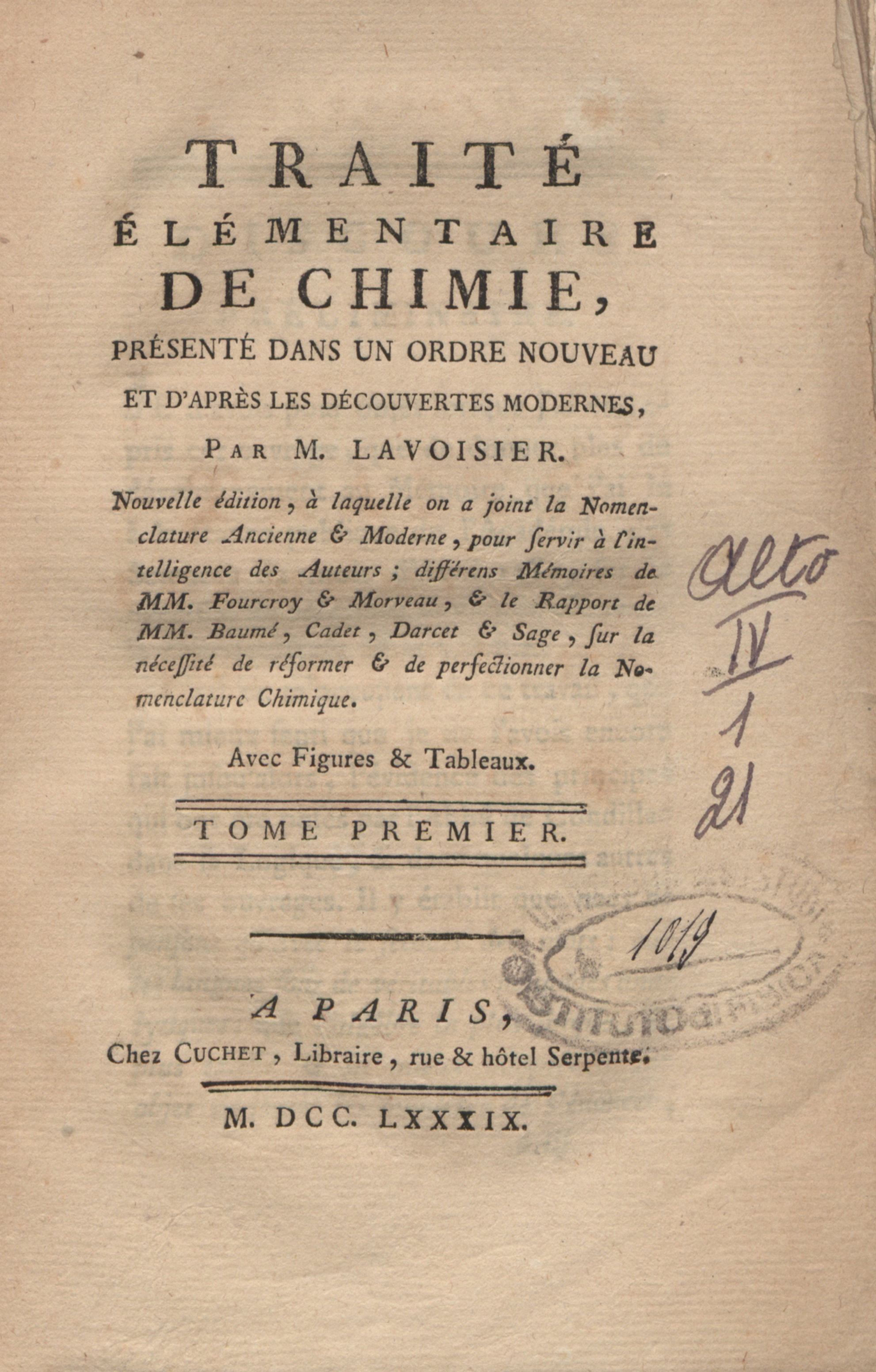
Traité élémentaire de chimie

- Traité élémentaire de chimie, présenté dans un ordre nouveau et d'après les découvertes modernes (2 volums, 1789). Reedició Bruxelles: Cultures et Civilisations, 1965.
- Œuvres complètes, Paris: CRHST, 2003. Text en línia Arxivat 2008-06-08 a Wayback Machine..